# إدموند مورتيمر (إيرل مارس الثالث)
إدموند مورتيمر، إيرل مارس الثالث (بالإنجليزية: Edmund Mortimer, 3rd Earl of March)‏ كان ابن روجر مورتيمر، إيرل مارس الثاني